# Johann Fischer von Waldheim
Johann Gotthelf Fischer von Waldheim, oroszul: Grigorij Ivanovics Fiser fon Waldgejm (Григорий Иванович Фишер фон Вальдгейм) (Waldheim, 1771. október 13. – Moszkva, 1853. október 18.) német anatómus, entomológus és paleontológus.
Zoológiai szakmunkákban nevének rövidítése: „Fischer de Waldheim”., Fischer von Waldheim, G. Fischer vagy csak Fischer.

## Élete és munkássága
Fischer Gotthilf Fischerként született a szászországi Waldheimban. Fischer egy lenszövet készítő fia volt. Az orvostudományi tanulmányait Lipcsében végezte el. Barátjával, Alexander von Humboldttal Bécsbe és Párizsba utazott, ahol Georges Cuvier alatt tanult. Mainzban tanárként dolgozott, aztán 1804-ben meghívták a Moszkvai Állami Egyetemre, ahol a természettörténeti tanszék vezető professzora, ezzel együtt a Pavel Gyemidov által az egyetemnek adományozott természettudományi múzeum igazgatója lett. 1805 augusztusában létrehozta a Cári Moszkvai Természetkutatók Társasága (Императорское Московское общество испытателей природы) nevű tudományos szervezetet.
1805-ben felvették a szentpétervári Orosz Tudományos Akadémia levelező ((1819-től tiszteleti) tagjává.
1807-ben a Bajor Tudományos Akadémia külső tagja lett.
1815-ben a Leopoldina Német Természettudományos Akadémia tagjává választották.
Fischer legfőbb foglalkozása a gerinctelenek rendszertani besorolása volt, éppen ezért 1820-1851 között megalkotta az „Entomographia Imperii Rossici” című művét. Idejének nagy részét a Moszkva környékén talált fosszíliák tanulmányozásával töltötte.
Hálából, amiért Oroszország rovarjait rendszerezte, az orosz kormány nemesi rangot adott Gotthilf Fischernek, továbbá azt a jogot, mely szerint neve végén szerepelhet a „von Waldheim”.

## Írásainak egy része

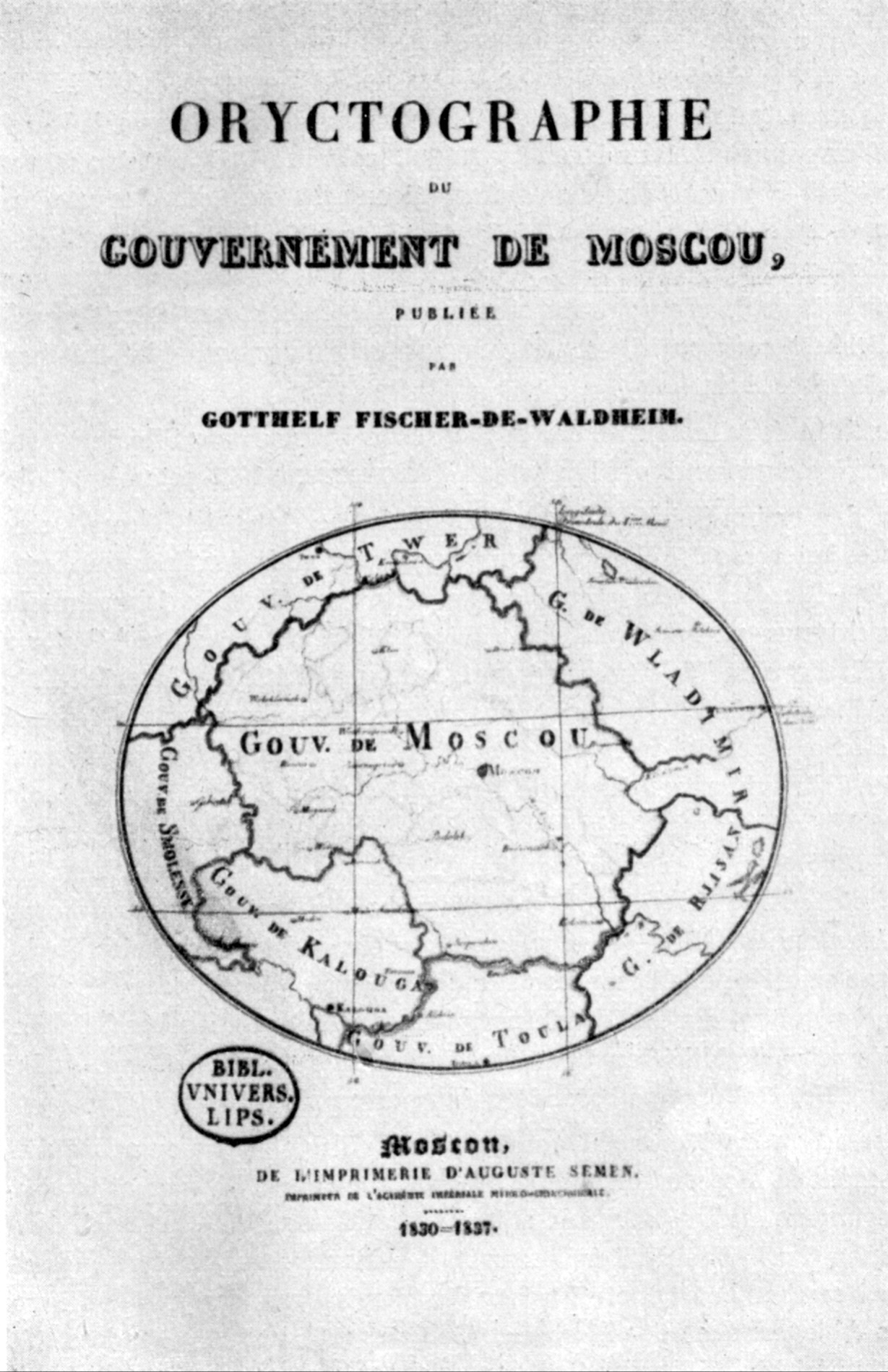
Oryctographie du gouvernement de Moscou, 1830–1837

- Versuch über die Schwimmblase der Fische, Leipzig, 1795
- Mémoire pour servir d'introduction à un ouvrage sur la respiration des animaux, Paris, 1798
- J. Ingenhousz über Ernährung der Pflanzen und Fruchtbarkeit des Bodens aus dem Englischen übersetzt und mit Anmerkungen versehen von Gotthelf Fischer. Nebst einer Einleitung über einige Gegenstände der Pflanzenphysiologie von F. A. von Humboldt, Leipzig, 1798
- Ueber die verschiedene Form des Intermaxillarknochens in verschiedenen Thieren, Leipzig, 1800
- Beschreibung einiger typographischer Seltenheiten. Nebst Beyträgen zur Erfindungsgeschichte der Buchdruckerkunst, Mainz und Nürnberg, 1800
- Naturhistorische Fragmente, Frankfurt am Main, 1801
- Beschreibung typographischer Seltenheiten und merkwürdiger Handschriften nebst Beyträgen zur Erfindungsgeschichte der Buchdruckerkunst, Mainz um, 1801
- Essai sur les monuments typographiques de Jean Gutenberg, Mayençais, inventeur de l'imprimerie, Mainz, 1801/1802
- Das Muséum national d'histoire naturelle, 1802
- Vorlesungen über vergleichende Anatomie, deutsche Übersetzung der Vorlesungen Georges Cuviers, Braunschweig, 1801–1802
- Lettre au citoyen E. Geoffroy ... sur une nouvelle espèce de Loris : accompagnée de la description d'un craniomètre de nouvelle invention, Mainz, 1804
- Anatomie der Maki und der ihnen verwandten Thiere, Frankfurt am Main, 1804
- Tableaux synoptiques de zoognosie, 1805
- Museum Demidoff, ou catalogue systématique et raisonné des curiosités etc. donnés a l'université de Moscou par Paul de Demidoff, Moskau, 1806
- Muséum d'Histoire naturelle de l'université impériale de Moscou, 1806
- Notices sur les fossiles de Moscou, 1809–1811
- Notices d'un animal fossile de Sibérie, 1811
- Onomasticon du Système d'Oryctognoise, 1811
- Zoognosia tabulis synopticis illustrata, in usum prälectionum Academiae Imperialis Medico-Chirurgicae Mosquentis edita, Moskau, 1813
- Observations sur quelques Diptères de Russie, 1813
- Essai sur la Turquoise et sur la Calaite, Moskau, 1816
- Adversaria zoologica, 1817–1823
- Entomographie de la Russie, Moskau, 1820–1851
- Prodromus Petromatognosiae animalium systematicae, continens bibliographiam animalium fossilium, Moskau 1829–1832
- Oryctographie du gouvernement de Moscou, 1830–1837
- Bibliographia Palaeonthologica Animalium Systematica, Moskau, 1834
- Einige Worte an die Mainzer, bei der Feierlichkeit des dem Erfinder der Buchdruckerkunst Johann Gutenberg in Mainz zu errichtenden Denkmals, Moskau 1836
- Recherches sur les ossements fossiles de la Russie, Moskau, 1836–1839
- Spicilegium entomographiae Rossicae, Moskau, 1844

## Johann Fischer von Waldheim által alkotott és/vagy megnevezett taxonok
Az alábbi linkben megnézhető Johann Fischer von Waldheim taxonjainak egy része.

## Fordítás
- Ez a szócikk részben vagy egészben  a   Gotthelf Fischer von Waldheim című angol Wikipédia-szócikk ezen változatának fordításán alapul.  Az eredeti cikk szerkesztőit annak laptörténete sorolja fel. Ez a jelzés csupán a megfogalmazás eredetét és a szerzői jogokat jelzi, nem szolgál a cikkben szereplő információk forrásmegjelöléseként.